# Kaplica Miłosierdzia Bożego w Stroniu
Kaplica Miłosierdzia Bożego w Stroniu – murowana świątynia rzymskokatolicka w miejscowości Stronie, będąca kościołem pomocniczym parafii pw. św. Mikołaja w Przyszowej.
Kamień węgielny pod budowę kaplicy poświęcił papież Jan Paweł II w 1991. Wmurował go 10 października 1993 tarnowski biskup ordynariusz Józef Życiński. 
Jest to świątynia murowana, kryta falistą blachą. Jej bryła nie posiada wyraźnych cech stylowych.
W ołtarzu głównym znajduje się prosty krzyż, obraz Jezus Miłosierny, portret św. Faustyny oraz figura Matki Boskiej Fatimskiej. 